# Anthemiphyllia patera
Anthemiphyllia patera är en korallart. Anthemiphyllia patera ingår i släktet Anthemiphyllia och familjen Anthemiphylliidae.

## Underarter
Arten delas in i följande underarter:
- A. p. costata
- A. p. patera